# SpVgg Unterhaching
SpVgg Unterhaching er en tysk fodboldklub fra München, der i spiller i Dritte Liga. Klubben har en enkelt gang været i Bundesligaen i to sæsoner fra 1999 til 2001. I den første sæson, hvor Unterhaching spillede i Bundesligaen, spillede de sammen med både Bayern München og 1860 München, det var første gang, at tre klubber fra München spillede i den bedste tyske række samtidig.

## Historie
Klubben blev grundlagt i 1925, som en fodboldafdeling af klubben TSV Hachinger Tal. Klubben blev i 1933 midlertidigt opløst af nazisterne, der ikke menter, at klubben var en "tyskvenlig" klub. Efter 2. verdenskrig genopstod den i de lavere rækker.
I løbet af 70'erne rykkede klubben op gennem rækkerne, og i 1989 rykkede den op i 2. Bundesliga, blot for at rykke ned året efter. I 1992 var klubben også kort oppe i den næstbedste række, men i 1995 lykkedes det at rykke op og bevare pladsen. Efter nogle midterplaceringer lykkedes det i 1999 at blive nr. 2 og dermed at avancere til Bundesligaen. Første sæson endte med en imponerende 10. plads (alle havde spået klubben til nedrykning), men Unterhaching-spillerne kunne ikke leve op til de gode resultater, og klubben rykkede ned i 2001. Året efter rykkede klubben ned i Regionalligaen, men rykkede i 2003 op i 2. Bundesliga igen. Siden har lå klubben i den nederste del af rækken, men undgik flere gange nedrykning med nød og næppe. I 2007 rykkede klubben dog igen ud af 2. Bundesliga.

## Resultater

### Titler
- 2001 DFB-Hallenpokal

## Kendte spillere
- André Breitenreiter
- Ceyhun Gülselam
- Philipp Heerwagen
- Altin Rraklli
- Gerhard Tremmel

## Danske spillere
- Marc Nygaard